# Alesa lipara
Alesa lipara är en fjärilsart som beskrevs av Bates 1868. Alesa lipara ingår i släktet Alesa och familjen Riodinidae. Inga underarter finns listade i Catalogue of Life.